# Dendostrea
Dendostrea is een geslacht van tweekleppigen uit de familie van de Ostreidae.

## Soorten
- Dendostrea cristata (Born, 1778)
- Dendostrea folium (Linnaeus, 1758)
- Dendostrea frons (Linnaeus, 1758)
- Dendostrea rosacea (Deshayes, 1836)
- Dendostrea sandvichensis (G. B. Sowerby II, 1871)
- Dendostrea senegalensis (Gmelin, 1791)
- Dendostrea trapezina (Lamarck, 1819)